# Новопервомайське (Новосибірська область)
Новопервомайське (рос. Новопервомайское) — село у Татарському районі Новосибірської області Російської Федерації.
Входить до складу муніципального утворення Новопервомайська сільрада. Населення становить 946 осіб (2010).

## Історія
Згідно із законом від 2 червня 2004 року органом місцевого самоврядування є Новопервомайська сільрада.

## Населення
| 2002 | 2007  | 2010 |
| ---- | ----- | ---- |
| 1116 | ↗1135 | ↘946 |